# 嘉道理爵士住宅

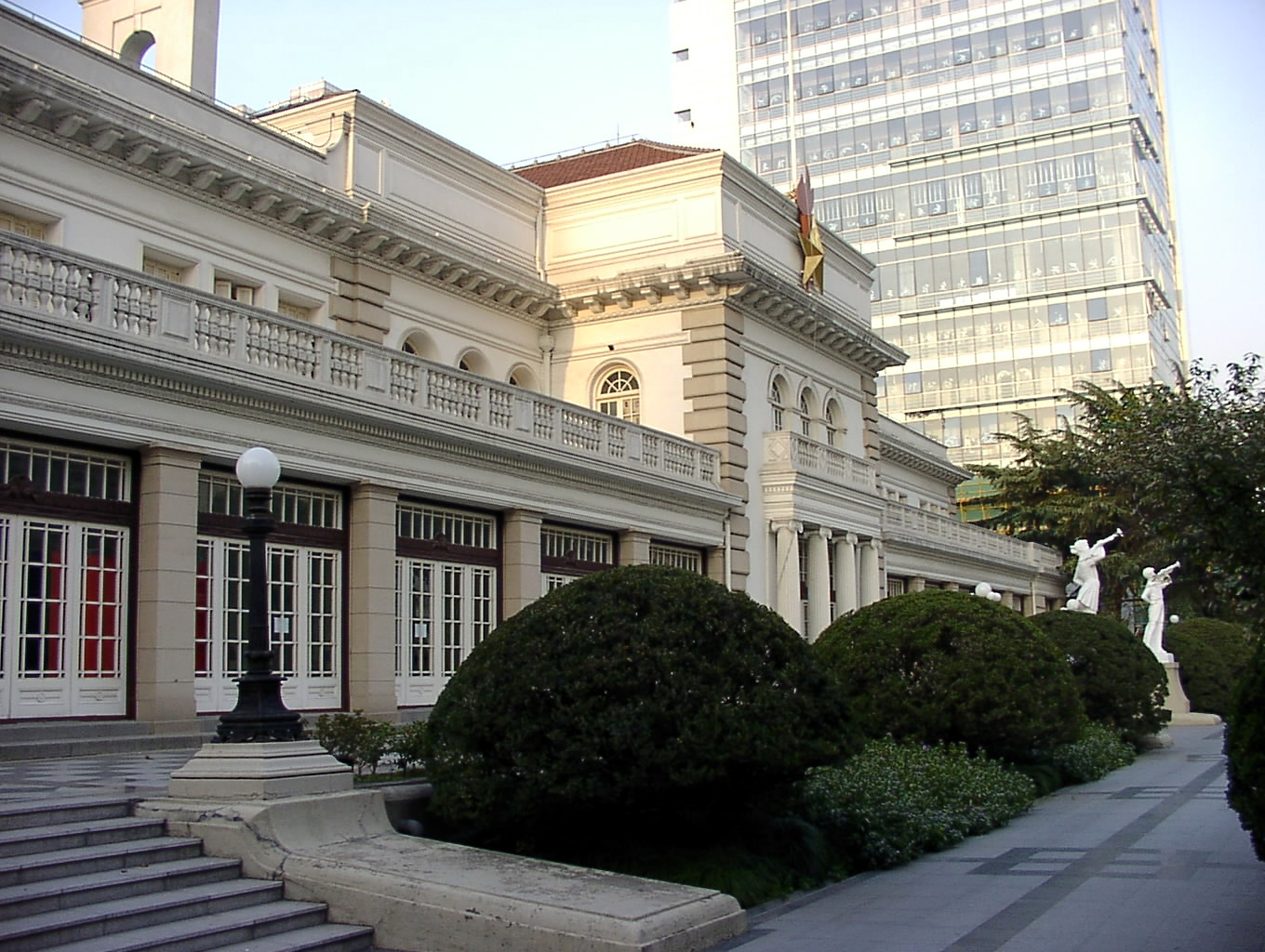
嘉道理爵士住宅

嘉道理爵士住宅（カドゥーリーしゃくしじゅうたく）、もしくは大理石宮、は上海市静安区延安西路64号にある歴史建築であり、現在は中国福利会少年宮に使われている。
嘉道理爵士住宅は1924年に建設され、敷地面積は14,000㎡、建築面積は4,700㎡に及ぶ。ザ・ペニンシュラの創業者であるエリス・カドゥーリーの私邸だった（「嘉道理」はカドゥーリー家の当て字である）。太平洋戦争中、嘉道理爵士住宅は旧日本軍に徴用された。戦後、嘉道理爵士住宅は米軍など連合国のクラブだったが、1953年に少年宮（少年クラブ）に転用された。

2019年10月16日、嘉道理爵士住宅は中華人民共和国全国重点文物保護単位に登録した。